# Uncork Capital
Uncork Capital — це компанія з венчурним капіталом, заснована Джефом Клав'є у 2004 році. Вважається одним із найактивніших фондів стартового фінансування у Кремнієвій долині. Штаб-квартира знаходиться в Пало-Альто, Каліфорнія. Компанія інвестувала у такі стартапи, як  Postmates, Eventbrite, Fitbit, SendGrid, and Survata.

## Історія
Компанія була заснована в 2004 році ангеловим інвестором Джеффом Клав'є, коли він перевів свій інвестиційний портфель в офіційну венчурну фірму. Серед партнерів —  Енді Макколіфін та Стефані Палмері. [4] Станом на 2014 рік компанія проінвестувала понад 150 стартапів на ранніх стадіях.
У 2017 році фірма змінила назву з SoftTech VC на Uncork Capital.

## Інвестиції
Фірма здебільшого інвестує в електронну комерцію, мобільні послуги та підприємства SaaS (програмне забезпечення як послуга). [7] Орієнтуючись на стадії стартового фінансування та фінансування серії А.  Як правило, Uncork Capital прагне забезпечити собі  7-10% власності компаній, в які інвестує.
У 2016 році фірма зібрала 100 мільйонів доларів для SoftTechVC V та 50 мільйонів доларів для фонду прориву.